# Hildburg Frese

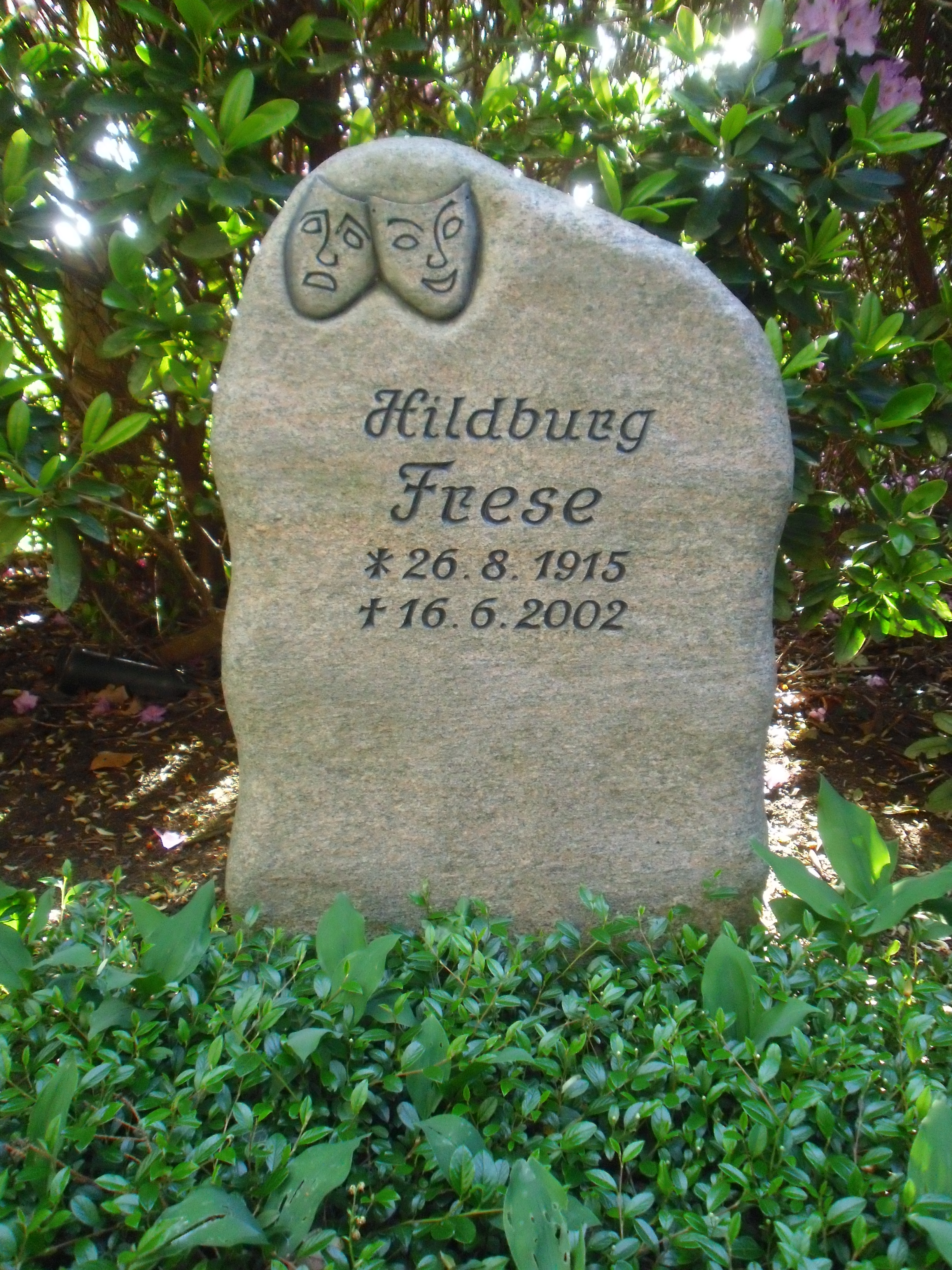
Grab von Hildburg Frese in Hamburg auf dem Friedhof Ohlsdorf

Hildburg Frese (* 26. August 1915; † 16. Juni 2002) war eine deutsche Schauspielerin und Theaterlehrerin.
Sie begann ihre Karriere am Stadttheater Bremerhaven. Von 1930  bis 1950 war die Charakterdarstellerin engagiert an den großen Theatern in Berlin, Bremen, Dresden, Breslau und Hamburg. Sie arbeitete mit berühmten Kollegen wie Martin Held, Rudolf Platte und Erik Ode; mit letzteren beiden an der Berliner Volksbühne unter Eugen Klöpfer.
Ihre zweite Karriere begann 1958/59 mit der Gründung des Schauspiel-Studios Frese, das viele bekannte Schauspieler hervorbrachte. 40 Jahre lang leitete sie das Studio mit harter Hand. Der Spruch „Wer’s bei Frese schafft, der schafft’s auch beim Theater“ wurde legendär.
Zu ihren Schülern zählen unter anderem Vivian Arden, Edgar Bessen, Imke Büchel, Till Demtrøder, Marlies Engel, Vadim Glowna, Stephan Kampwirth, Karim Köster, Doris Kunstmann, Volker Lechtenbrink, Joosten  Mindrup, Milan Pešl, Peter Roggisch, Jens Scheiblich, Marion von Stengel, Victoria Voncampe und Helmut Zierl.
Zu ihrem 80. Geburtstag wurde Hildburg Frese für ihr Lebenswerk die Biermann-Ratjen-Medaille verliehen, die höchste kulturelle Auszeichnung der Stadt Hamburg. 1999 übertrug sie die Leitung des Schauspiel-Studios dem Regisseur Jürgen Hirsch.